# Вудс Крос (Јута)
Вудс Крос (енгл. Woods Cross) град је у америчкој савезној држави Јута.

## Демографија
По попису из 2010. године број становника је 9.761, што је 3.342 (52,1%) становника више него 2000. године.
| Група             | 2000.         | 2010.         |
| Белци             | 5.849 (91,1%) | 8.295 (85,0%) |
| Афроамериканци    | 28 (0,4%)     | 104 (1,1%)    |
| Азијати           | 45 (0,7%)     | 153 (1,6%)    |
| Хиспаноамериканци | 367 (5,7%)    | 844 (8,6%)    |
| Укупно            | 6.419         | 9.761         |